# 斯捷爾利巴舍沃區

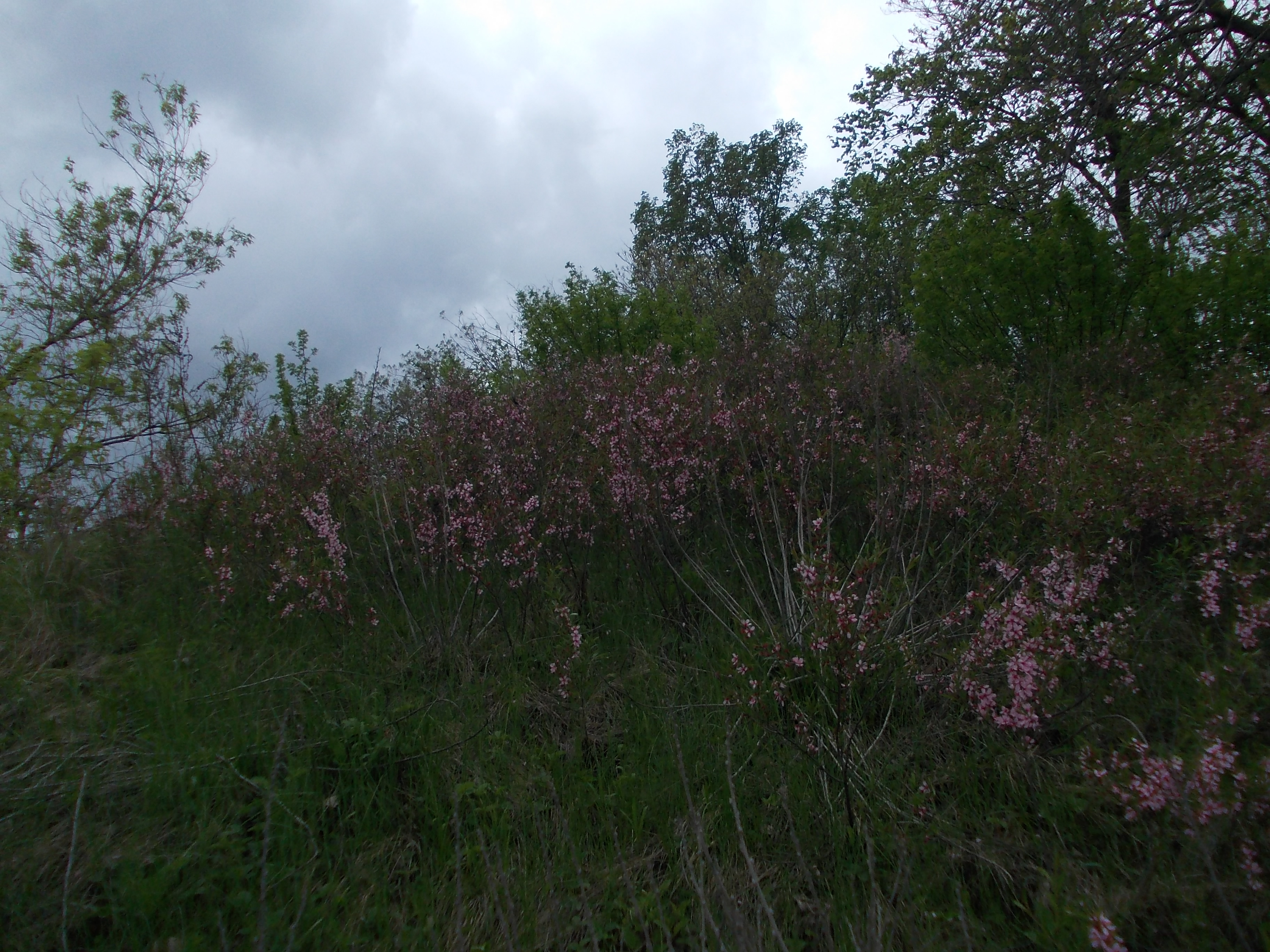

53°26′N 55°16′E / 53.433°N 55.267°E
斯捷爾利巴舍沃區（俄语：Стерлибашевский район），是俄羅斯的一個區，位於該國西南部，由巴什科爾托斯坦共和國負責管轄，始建於1930年8月20日，面積1,609平方公里，2010年人口20,217，人口密度每平方公里12.56人。